# Rainer Michaelis
Rainer Michaelis (* 21. September 1952 in Münster) ist ein deutscher Politiker (Bündnis 90/Die Grünen).

## Ausbildung und Beruf
Rainer Michaelis legte 1971 sein Abitur ab. Im Anschluss belegte er bis 1975 ein Lehramtsstudium der Germanistik und Geschichte für das Lehramt an Realschulen an der Westfälischen Wilhelms-Universität Münster. Die 1. und 2. Staatsprüfung legte er 1975 und 1977 ab. Anschließend war er bis 1979 Berufsschullehrer, von 1979 bis 1994 Realschullehrer und ab 1994 Gesamtschullehrer.

## Politik
Rainer Michaelis ist seit 1983 Mitglied von Bündnis 90/Die Grünen. In seiner Partei war er von 1983 bis 1985 Vorstandsmitglied des Ortsvereins Lüdinghausen und von 1985 bis 1986 Vorstandsmitglied des Kreisverbandes Coesfeld. Weiter fungierte er von 1995 bis 1999 als Sprecher des Kreisvorstandes im Kreisverband Coesfeld der Grünen. Er war Mitglied des Kreistages Coesfeld 1989 und 1993 bis 1994. Mitglied des Rates der Stadt Lüdinghausen war er von 1984 bis 1998, 1985 bis 1998 auch als Fraktionsvorsitzender von Bündnis 90/Die Grünen.
Rainer Michaelis war vom 4. Januar 1999 bis zum 1. Juni 2000 Mitglied des 12. Landtags von Nordrhein-Westfalen, in den er nachrückte.
Er war von 2010 bis 2012 im Schulministerium von NRW Leiter der Projektgruppe Gemeinschaftsschule und anschließend bis 2017 Leiter des Referats für Gesamt- und Sekundarschulen.